# Steinia
Steinia Körb.  (steinia) – rodzaj grzybów z rodziny Aphanopsidaceae. Ze względu na współżycie z glonami zaliczany jest do grupy porostów.

## Systematyka i nazewnictwo
Pozycja w klasyfikacji według Index Fungorum: Aphanopsidaceae, Lecanorales, Lecanoromycetidae, Lecanoromycetes, Pezizomycotina, Ascomycota, Fungi.
Synonimy nazwy naukowej: Agyrina (Sacc.) Clem., Agyrium subgen. Pleolecis Clem..
Nazwa polska według opracowania W. Fałtynowicza.

## Gatunki
- Steinia australis Kantvilas & P.M. McCarthy 1999
- Steinia geophana (Nyl.) Stein 1879 – steinia naziemna
- Steinia luridescens Körb. 1873

Nazwy naukowe na podstawie Index Fungorum.